# Baons-le-Comte
Baons-le-Comte és un municipi francès situat al departament del Sena Marítim i a la regió de Normandia. L'any 2007 tenia 337 habitants.

## Demografia

### Població
El 2007 la població de fet de Baons-le-Comte era de 337 persones. Hi havia 128 famílies de les quals 24 eren unipersonals (8 homes vivint sols i 16 dones vivint soles), 36 parelles sense fills, 52 parelles amb fills i 16 famílies monoparentals amb fills.
La població ha evolucionat segons el següent gràfic:
Habitants censats

### Habitatges
El 2007 hi havia 139 habitatges, 131 eren l'habitatge principal de la família, 4 eren segones residències i 4 estaven desocupats. 133 eren cases i 6 eren apartaments. Dels 131 habitatges principals, 105 estaven ocupats pels seus propietaris, 25 estaven llogats i ocupats pels llogaters i 1 estava cedit a títol gratuït; 2 tenien una cambra, 4 en tenien dues, 11 en tenien tres, 20 en tenien quatre i 94 en tenien cinc o més. 112 habitatges disposaven pel capbaix d'una plaça de pàrquing. A 53 habitatges hi havia un automòbil i a 68 n'hi havia dos o més.

### Piràmide de població
La piràmide de població per edats i sexe el 2009 era:
| Homes | Edats   | Dones |
| ----- | ------- | ----- |
| 0     | 95 o +  | 0     |
| 0     | 90 a 94 | 0     |
| 0     | 85 a 89 | 0     |
| 0     | 80 a 84 | 0     |
| 4     | 75 a 79 | 0     |
| 4     | 70 a 74 | 8     |
| 8     | 65 a 69 | 8     |
| 8     | 60 a 64 | 24    |
| 0     | 55 a 59 | 4     |
| 12    | 50 a 54 | 4     |
| 20    | 45 a 49 | 20    |
| 32    | 40 a 44 | 12    |
| 16    | 35 a 39 | 16    |
| 12    | 30 a 34 | 4     |
| 4     | 25 a 29 | 12    |
| 4     | 20 a 24 | 8     |
| 24    | 15 a 19 | 4     |
| 16    | 10 a 14 | 24    |
| 0     | 5 a 9   | 16    |
| 8     | 0 a 4   | 8     |

## Economia
El 2007 la població en edat de treballar era de 233 persones, 182 eren actives i 51 eren inactives. De les 182 persones actives 166 estaven ocupades (89 homes i 77 dones) i 16 estaven aturades (10 homes i 6 dones). De les 51 persones inactives 14 estaven jubilades, 23 estaven estudiant i 14 estaven classificades com a «altres inactius».

### Ingressos
El 2009 a Baons-le-Comte hi havia 131 unitats fiscals que integraven 351,5 persones, la mediana anual d'ingressos fiscals per persona era de 19.044 €.

### Activitats econòmiques
Dels 12 establiments que hi havia el 2007, 2 eren d'empreses de fabricació d'altres productes industrials, 2 d'empreses de construcció, 1 d'una empresa de comerç i reparació d'automòbils, 2 d'empreses de transport, 3 d'empreses de serveis i 2 d'empreses classificades com a «altres activitats de serveis».
Dels 3 establiments de servei als particulars que hi havia el 2009, 1 era un paleta, 1 lampisteria i 1 perruqueria.
L'any 2000 a Baons-le-Comte hi havia 12 explotacions agrícoles que ocupaven un total de 576 hectàrees.

## Equipaments sanitaris i escolars
El 2009 hi havia una escola maternal integrada dins d'un grup escolar amb les comunes properes formant una escola dispersa.

## Poblacions més properes
El següent diagrama mostra les poblacions més properes.